# U-Bahnhof Michaelibad

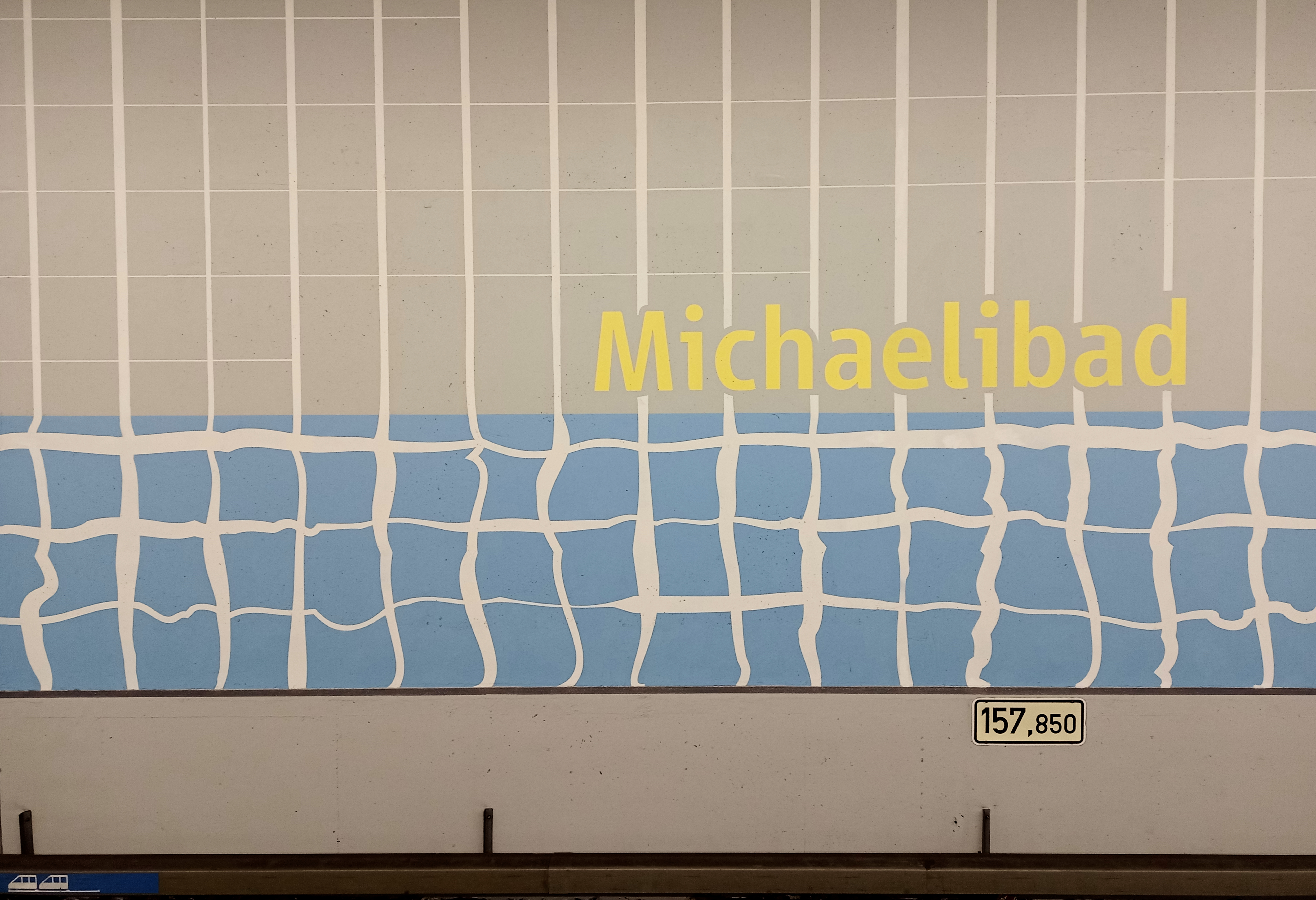
U-Bahnhof Michaelibad, Wanddekoration nach der Neugestaltung 2022.

Der U-Bahnhof Michaelibad ist ein Bahnhof der U-Bahn München und liegt unter der Heinrich-Wieland-Straße in der Nähe des namensgebenden Hallen- und Freibades. Heute verkehren dort die Linie U5 und seit dem 12. Dezember 2011 die Verstärkungslinie U7, die nur in der Hauptverkehrszeit fährt. Bis zur Eröffnung der U2 zur Messe war der Bahnhof ein Knotenpunkt zur Erschließung des Münchner Ostens. Der Busbahnhof wurde 2005 geschlossen. Bis 2022 sah der Bahnhof den anderen Bahnhöfen der Strecke mit grünen Wandpaneelen und Säulen, verkleidet mit grünen Keramikfliesen, ähnlich. Im ersten Halbjahr 2022 fand ein Umbau mit Neugestaltung des Bahnhofs statt. Bei der Sanierung der Hintergleisfassaden wurden nun Motive aus dem Schwimmsport angebracht. Dabei wurde bei vier Bahnhöfen der U5 Süd ein neues Gestaltungskonzept umgesetzt, das die MVG gemeinsam mit dem Architekturbüro Allmannwappner entwickelt hatte. Eine Besonderheit des Bahnhofs ist die nach Osten hin führende Rampe zum Sperrengeschoss. Die Decke ist mit Aluminium-Lamellen verblendet. Ehemals vier, heute zwei Lichtbänder ziehen sich den Bahnsteig entlang.
| Linie | Linienverlauf |
| ----- | --- |
| U5    | Laimer Platz – (670 m) – Friedenheimer Straße – (791 m) – Westendstraße – (806 m) – Heimeranplatz – (671 m) – Schwanthalerhöhe – (927 m) – Theresienwiese – (711 m) – Hauptbahnhof – (521 m) – Karlsplatz (Stachus) – (811 m) – Odeonsplatz – (933 m) – Lehel – (928 m) – Max-Weber-Platz – (1080 m) – Ostbahnhof – (1602 m) – Innsbrucker Ring – (982 m) – Michaelibad – (1708 m) – Quiddestraße – (778 m) – Neuperlach Zentrum – (764 m) – Therese-Giehse-Allee – (722 m) – Neuperlach Süd                                  |
| U7    | Olympia-Einkaufszentrum – (625 m) – Georg-Brauchle-Ring – (788 m) – Westfriedhof – (830 m) – Gern – (1007 m) – Rotkreuzplatz – (1102 m) – Maillingerstraße – (878 m) – Stiglmaierplatz – (1071 m) – Hauptbahnhof – (905 m) – Sendlinger Tor – (746 m) – Fraunhoferstraße – (1116 m) – Kolumbusplatz – (711 m) – Silberhornstraße – (553 m) – Untersbergstraße – (654 m) – Giesing – (1280 m) – Karl-Preis-Platz – (868 m) – Innsbrucker Ring – (982 m) – Michaelibad – (1708 m) – Quiddestraße – (778 m) – Neuperlach Zentrum |
| U8    | nur samstags: Olympiazentrum – (944 m) – Petuelring – (832 m) – Scheidplatz – (1103 m) – Hohenzollernplatz – (756 m) – Josephsplatz – (513 m) – Theresienstraße – (730 m) – Königsplatz – (583 m) – Hauptbahnhof – (905 m) – Sendlinger Tor – (746 m) – Fraunhoferstraße – (1116 m) – Kolumbusplatz – (711 m) – Silberhornstraße – (553 m) – Untersbergstraße – (654 m) – Giesing – (1280 m) – Karl-Preis-Platz – (868 m) – Innsbrucker Ring – (982 m) – Michaelibad – (1708 m) – Quiddestraße – (778 m) – Neuperlach Zentrum |